# جبهة
الجَبهَة أو الجَبين في علم تشريح الإنسان هي الجزء من الرأس الواقع أعلى العينين، أو ما يطلق عليه مقدمة الرأس. تتشكل من ثلاث أقسام: قسم عمودي وقسم أنفي وقسم أفقي.
- القسم الأفقي يساهم في تشكيل الحفرة القحفية الأمامية بالإضافة للعظم الغربالي تحوي على تندبات تشير للأوعية المارة منها وتحوي الثلمة الغربالية وهي بشكل 8 بالعربي تحوي القسم الأمامي للعظم الغربالي.
- إما القسم العَمودي، فيشكل الجبهة ومقدمة القحف يحوي على الحدبتان الحاجبيتان والقوسان الحاجبيان.
- القسم الأنفي يتوضع عليه عظم الأنف